# Reichsministerium für Volksaufklärung und Propaganda

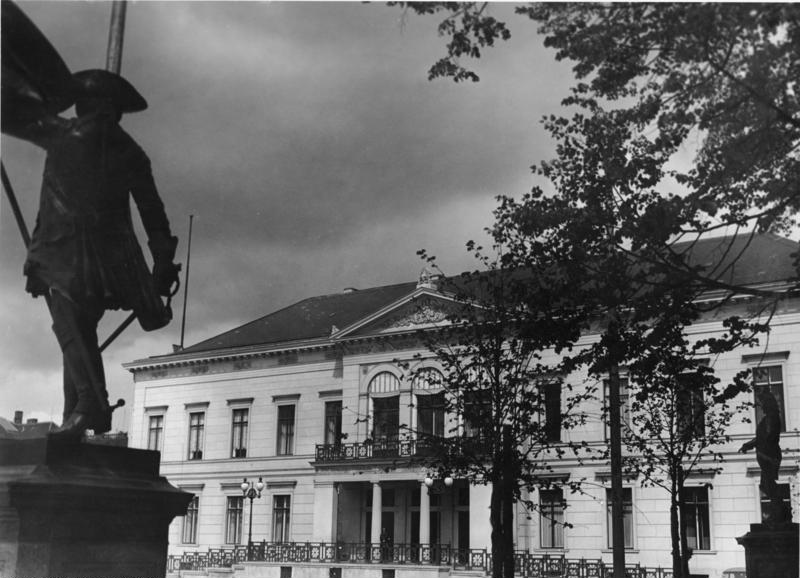
L'edificio del ministero nel 1936.

Il Reichsministerium für Volksaufklärung und Propaganda (dal tedesco: Ministero del Reich per l'istruzione pubblica e la propaganda), noto anche come Propagandaministerium, è stato un ministero della Germania nazista, creato per diffondere l'ideologia del nazionalsocialismo in Germania e controllare le espressioni culturali nel paese.

## Storia
Fondato il 13 marzo 1933, all'inizio del governo di Adolf Hitler, il ministero fu affidato a Joseph Goebbels e incaricato di controllare la stampa e la cultura nazionale.
Il ministero era situato nell'Ordenspalais, nel quartiere Mitte di Berlino, affacciato sulla Wilhelmplatz.